# Ladismith
Pour les articles homonymes, voir Ladysmith.
Ladismith est une petite ville située en Afrique du Sud dans la province du Cap-Occidental dans le désert du Karoo.
Surnommée la « lady » du Karoo, la ville compte plusieurs monuments nationaux comme l'église protestante et la maison où est né Cornelis Jacobus Langenhoven.

## Localisation
Ladismith est située à 300 km à l'est de la ville du Cap et 100 km à l'ouest d'Oudtshoorn. Située à 550 m d'altitude au pied des montagnes du Klein Swartberg, elle est surplombée par la montagne de Towercop (2 189 m).

## Démographie

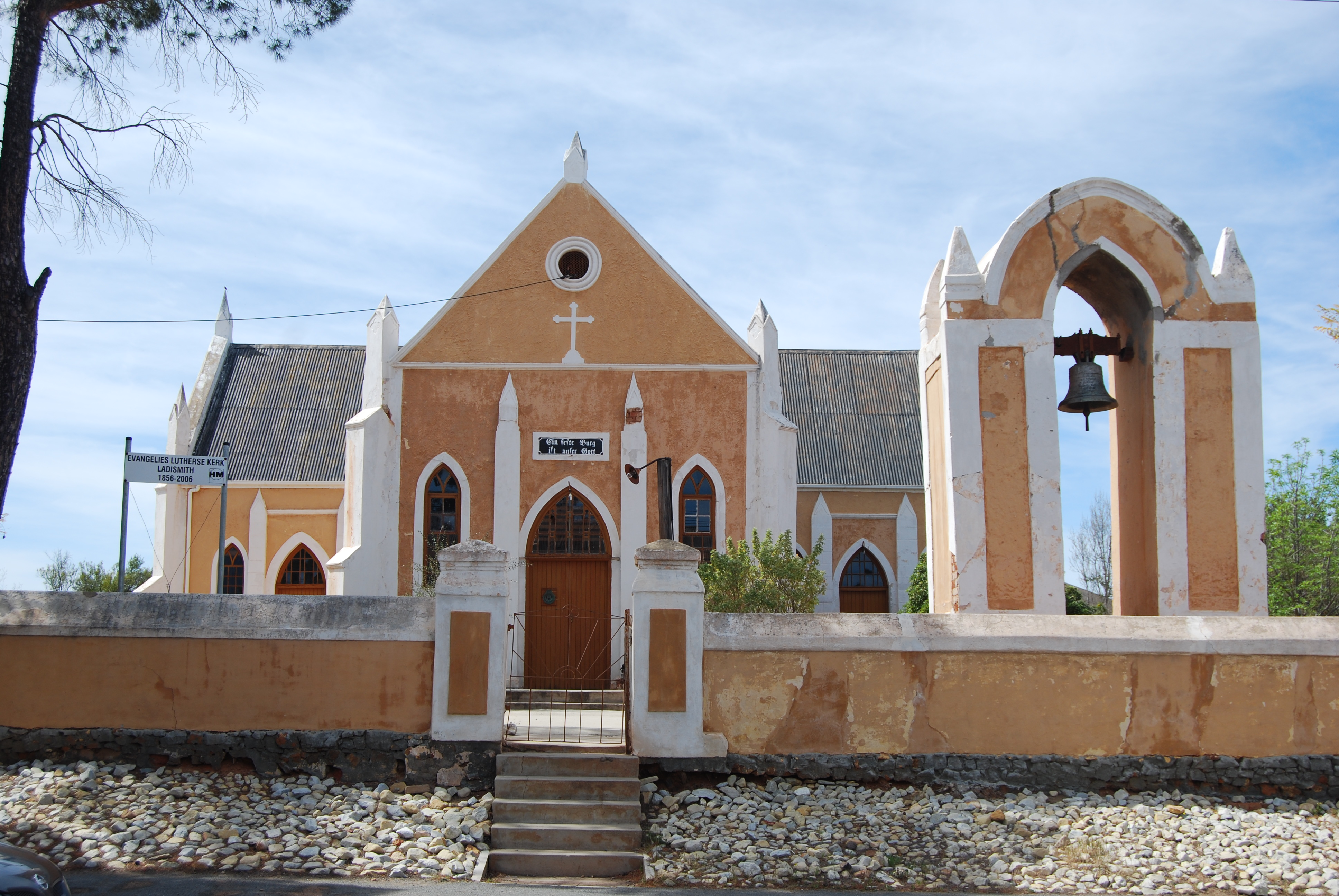
Église luthérienne de Ladismith

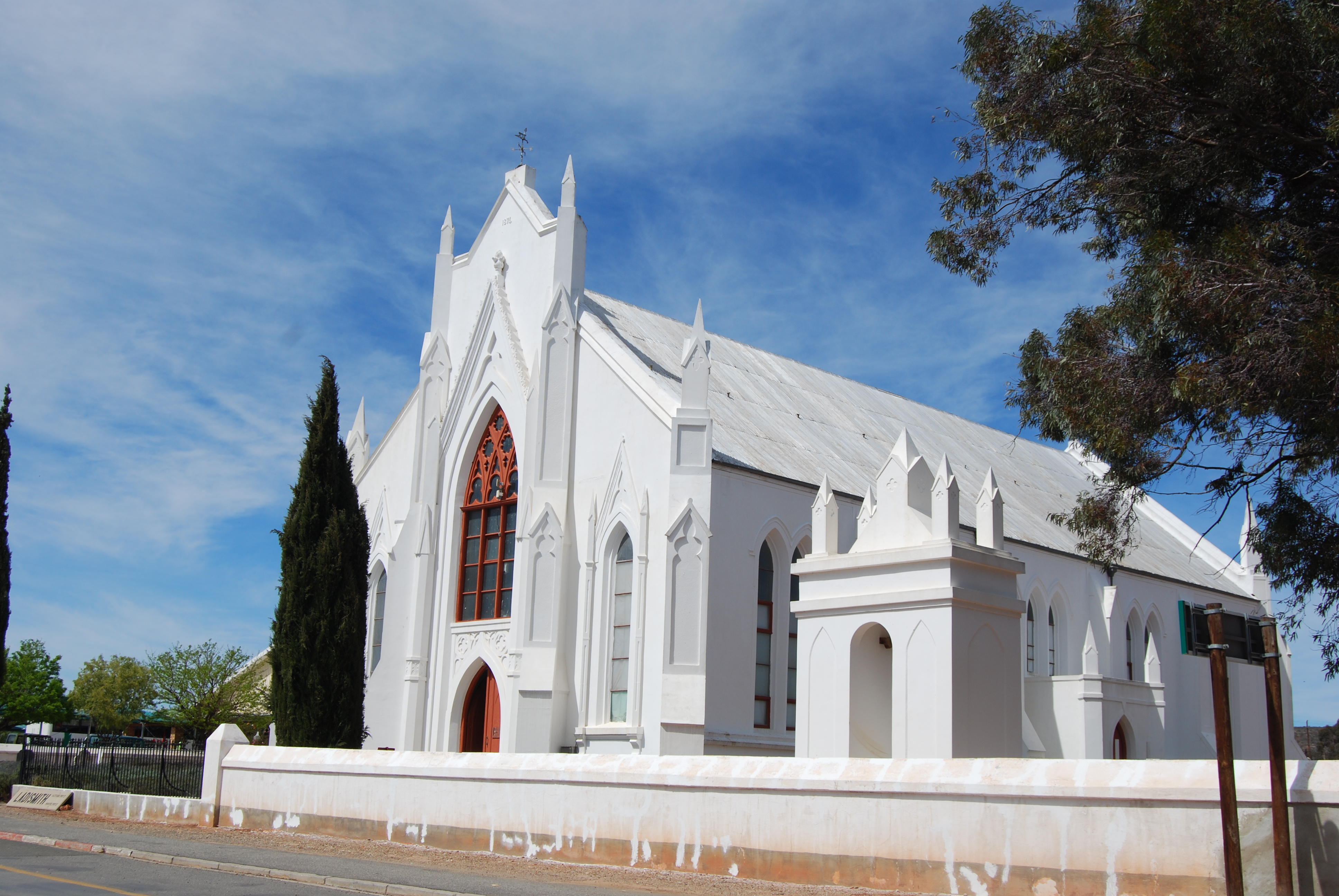
Église réformée hollandaise (1874) sur church street

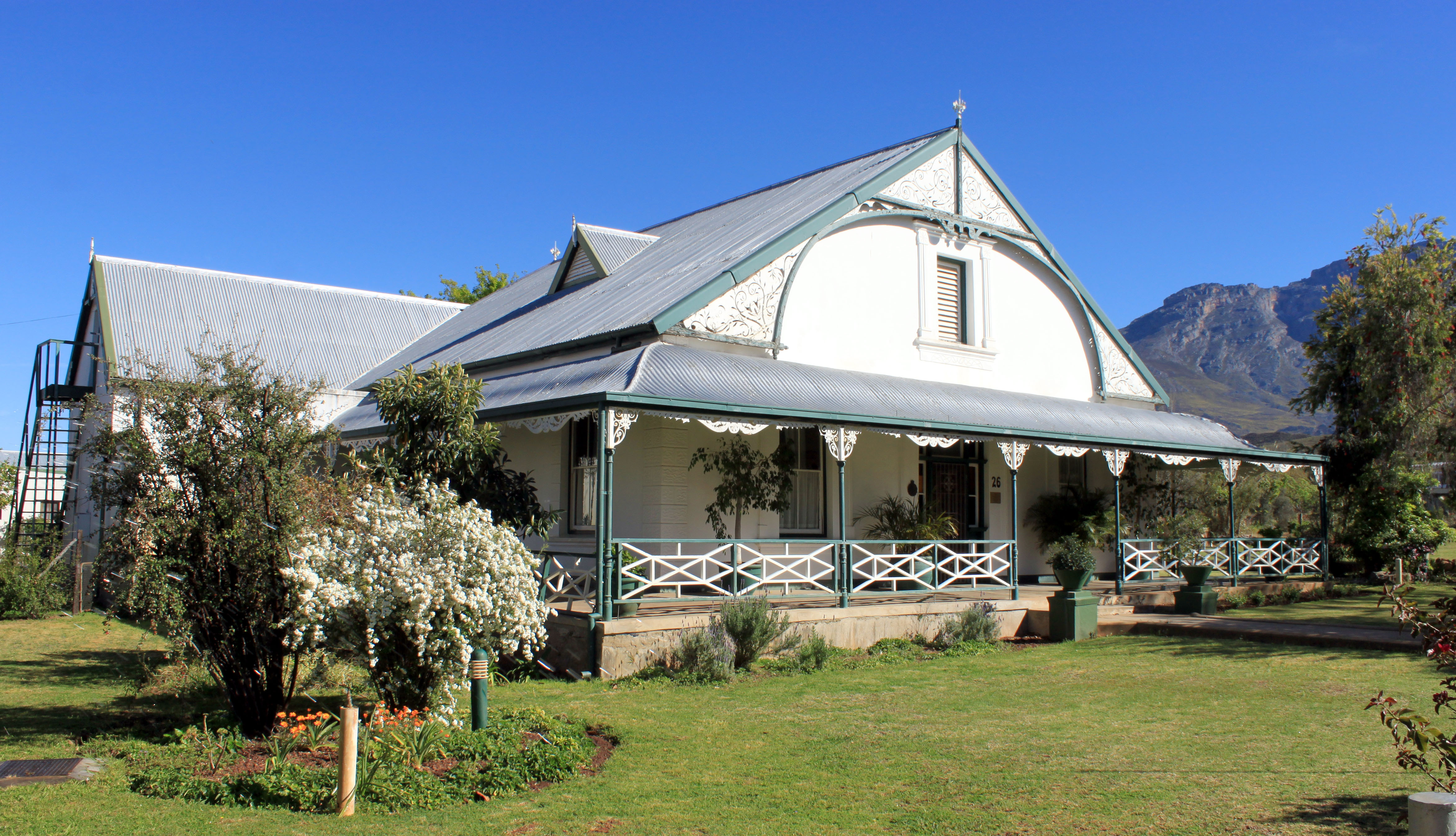
Maison de retraite de Albert Manor (1899) sur Albert Street

Selon le recensement de 2011, Ladismith compte 3 742 habitants à majorité coloured (68,60%). Les blancs représentent 21,86 % des résidents et les noirs moins de 9 %. Les habitants sont à plus de 94% de langue maternelle afrikaans.
En incluant le township de Nissenville (3 385 habitants), la population de l'aire urbaine de Ladismith passe alors à 7 127 habitants (81,3 % de coloureds et 11,5% de blancs et 95,7 % de langue maternelle afrikaans).

## Historique
La ville fut fondée en 1851 par l'église réformée hollandaise et fut baptisée « Ladysmith » en l'honneur de Lady Juana Maria de los Dolores de Leon Smith, épouse du gouverneur de la colonie du Cap, Sir Harry Smith.
Le nom de la ville fut changé en 1879 en Ladismith pour éviter d'être confondue avec Ladysmith située au Natal.

## Administration
Ladismith est administrativement incluse dans la municipalité locale de Kannaland au côté des communes de Calitzdorp, Zoar et Vanwyksdorp. Les 23 000 habitants de Kannaland sont principalement issus des communautés métis (84 %) et blanches (12 %).
Kannaland est elle-même incluse au sein du district municipal de la route des jardins.

## Personnalité liées à la communauté
- Hein Willemse (1957-), écrivain.